# 貴族院 (フランス)

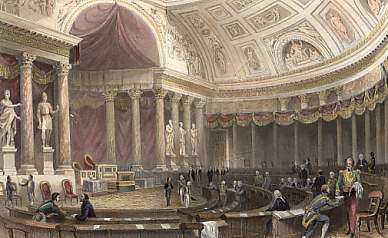
リュクサンブール宮殿内の貴族院議場（1841年）

貴族院（きぞくいん、フランス語: Chambre des pairs）は、1814年から1848年までのフランス議会の上院である。

## 歴史
王政復古と同時に1814年憲章が発布され、1789年以前のアンシャン・レジーム下の爵位とは異なる、貴族院議員となる資格としての爵位 (pairie de France) が創設された。貴族院はイギリス貴族院を模範として創設され、リュクサンブール宮殿で開かれた。
貴族院はフランス議会の上院に当たり、創設時の議員は154人で、およそ革命を生き延びた聖職貴族（ランス大司教、ラングル司教、シャロン司教）と世俗貴族はすべて議員となり（ただしオウビーニュイ公爵位は外国人であるリッチモンド公爵が兼ねたため除かれた）、うち13の有爵者は高位聖職者を兼ねた。
国王は貴族院議員を新規任命することができ、その数は無制限であった。これらの貴族院議員は国王の任意により終身または世襲で任命された。すべての王族男子および歴代国王の男系子孫 (princes du sang) は生来的権利として貴族院議員となることができたが（pairs-nés）、貴族院に議席を占めるためには各会期毎に国王から明示的許可を得なければならなかった。
当初、貴族院は世襲貴族 (fr:hérédité de la pairie) と教会の一定の高位聖職者で議席が占められていたが、1830年の七月革命の後は専ら終身で任命された者のみで構成されることとなった。1848年の二月革命で、貴族院とその議員資格としての爵位は確定的に廃止された。